# Ирмологий

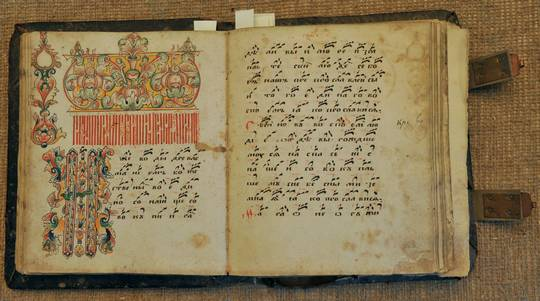
Ирмологий. Рукопись. 1777. Ветковский музей народного творчества

Ирмоло́гий, Ирмологио́н, Ирмоло́г (греч. Εἰρμολόγιον от греч. Εἰρμός — буквально "ряд, последовательность" + греч. λόγιον — речь, слово) — богослужебная книга православной церкви, содержащая в себе богослужебные тексты, предназначенные для пения в церкви. Ирмологии бывают двух видов: первые, которые содержат тексты и ноты; вторые, содержащие одни тексты. Состав Ирмологиев разных изданий различается.
Ирмологион включает в себя в первую очередь ирмосы канонов, откуда и получил своё название. Кроме того, современный текстовой Ирмологий содержит в себе:
- Песнопения литургий Иоанна Златоуста, Василия Великого и Преждеосвященных Даров.
- Богородичны (догматики), которые поются на вечерне после стихир на «Господи, воззвах» и на стиховне.
- Богородичны восьми гласов, которые поются на «И ныне», когда святому в Минее положена «Слава».
- Троичны утрени гласа.
- Воскресные тропари, которые поются «По непорочнах».
- Полиелей.
- Стихи из псалмов, так называемые избранные псалмы и Величания праздникам и святым.
- Степенны антифоны.
- Прокимны.
- Тропари и стихиры воскресные, некоторым праздникам и святым.
- Пророческие песни, послужившие основой для соответствующих песней канона.
- Два раздела, стихословимые к песням канона: на буднях — «Го́сподеви пое́м», на праздники — «Пое́м Го́сподеви».

В современных изданиях Русской православной церкви Ирмологиона песнопения даются в пятилинейной нотной записи.